# 科学技術館
科学技術館（かがくぎじゅつかん、英: Science Museum）は、東京都千代田区北の丸公園内にある博物館（科学館）である。公益財団法人日本科学技術振興財団が運営・管理を行っている。

## 歴史

### 計画から開館まで
科学技術館設置の構想は、日本科学技術振興財団の創立準備段階から中心事業として検討されていた。その構想は以下のようなものであった。
- 広範囲な技術の範疇のうち、物理、化学、工学に限定する[5]。
- 対象は青少年（小学生、中学生、高校生）とするが、国民一般の知識と関心の向上にも役立たせる[5]。
- 展示内容は学校理科教育と密接に関連あるものとするが、さらに応用、実用化への展開、産業界との結合を顕示するものとする[5]。
- 展示方法は実物、模型を主とし、理解を容易にすると共に、極力動的表示とする[5]。
- これらの展示物は、すべて好奇と興味とを与え、創造と創意を助長し、将来の科学技術の夢を暗示増長せしめるものとする[5]。

財団が正式に発足した1960年（昭和35年）には科学技術館建設委員会が設けられ、学会、産業界、博物館関係者などが委員として就任した。同年8月から委員会の会合が開催され、建物、展示内容、展示方法、付帯設備などが決定した。想定した来場者は青少年および一般で、理解水準を中学生から高校生相当とした。また展示方法としては「動的で興味深い表現」を用いることに重点をおいた。
1961年（昭和36年）3月、建設場所が皇宮警察職員宿合跡地に決定した。1963年（昭和38年）3月、展示内容が決定した。建設にあたっては、以下の20業種から計223社・団体が建設資金を提供した。
| 電気・ガス - 東京電力 - 九州電力 - 東北電力 - 中国電力 - 北海道電力 - 四国電力 - 電源開発 - 東京瓦斯 鉄鋼 - 八幡製鉄 - 富士製鉄 - 日本鋼管 - 日新製鋼 - 日本製鋼所 - 日立金属工業 - 東都製鋼 - 特殊製鋼 - 日本特殊鋼 非鉄金属 - 日本軽金属 - 住友軽金属工業 - 古河アルミニウム工業 - 日軽アルミニウム工業 - 東海金属 鉱業 - 日本金属 電気・機械 - 日立製作所 - 東京芝浦電気 - 三菱電機 - 富士電機製造 - 明電舎 - 日本電気 - 安川電機製作所 - 富士通信機製造 - ソニー - 横河電機製作所 - 日本ビクター - 沖電気工業 - 日本コロムビア - 高岳製作所 - 神鋼電機 - 日立工機 - 日本電気精器 - 東洋電機製造 - 戸上電機製作所 - 北辰電機製作所 - 旭特殊硝子 - 日本無線 - 岩崎通信機 - 国際電気 | 農業機械 - 小松製作所 - 芝浦共同工業 - 荏原製作所 - 千代田化工建設 - リッカーミシン 精密機械 - 日本精工 - 服部時計店 - リコー - 日立精機 - 東芝機械 - 池貝鉄工 - 津上製作所 - 理研ピストンリング - 日本ピストンリング - 帝国ピストンリング 輸送用機械 - 日産自動車 - 新三菱重工業 - 三菱造船 - 石川島播磨重工業 - いすゞ自動車 - 三菱日本重工業 - 東洋工業 - 日野自動車工業 - プリンス自動車工業 - 本田技研工業 - 日産ディーゼル工業 - 富士重工業 - 三井造船 - 汽車製造 - 新潟鉄工所 - 東急車輛製造 - 東京機器工業 - ヂーゼル機器 電線 - 古河電気工業 - 日立電線 - 藤倉電線 - 昭和電線電纜 - 日本電線 - 第一電工 - 日本海底電線 - 東京特殊電線 - 理研電線 | 石油 - 日本石油 - 出光興産 - 東亜燃料工業 - 三菱石油 - 昭和石油 - シェル石油 - 日本石油精製 - 大協石油 - ゼネラル物産 - 興亜石油 - 新亜細亜石油 - 昭和四日市石油 - 東亜石油 - ゼネラル石油 - 日本漁網船具 - 日網石油精製 - カルテックスオイル 化学 - 昭和電工 - 三菱化成工業 - 三共 - 東洋高圧工業 - 宇部興産 - ブリヂストンタイヤ - 三菱油化 - 電気化学工業 - 日本酸素 - 信越化学工業 - 三井化学工業 - 第一製薬 - 山之内製薬 - 中外製薬 - 三菱モンサント化成 - 東亜合成化学工業 - 横浜ゴム - 日本化薬 - 三菱樹脂 - 協和発酵工業 - 日本ゼオン - 三井石油化学工業 - 住友ベークライト - 日本石油化学 - エーザイ - 三菱江戸川化学 - 日本カーバイド工業 - 富士写真フイルム - 東洋カーボン - 花王石鹸 - 資生堂 - 旭電化工業 | 窯業 - 旭硝子 - 日本アスベスト - 黒崎窯業 - 品川白煉瓦 - セメント協会 繊維・パルプ・製紙 - 東洋レーヨン - 三菱レイヨン - 日清紡績 - 富士紡績 - 日東紡績 - 紙・パルプ連合会 食品 - 日本水産 - 味の素 - 明治製菓 - 麒麟麦酒 - 朝日麦酒 - サッポロビール - 森永製菓 - 野田醤油 - 大洋漁業 - 明治乳業 - 森永乳業 - 雪印乳業 - 日本冷蔵 - 製粉協会 建設 - 安藤建設 - 鹿島建設 - 佐藤工業 - 清水建設 - 住友建設 - 大成建設 - 鉄建建設 - 戸田組 - 飛島土木 - 西松建設 - 間組 - 藤田組 - 前田建設工業 - 日産建設 - 不二サッシ工業 - 東亜港湾工業 - 日本舗道 - 横川橋梁製作所 - 宮地鉄工所 - 東京鉄骨橋梁製作所 - 桜田機械工業 | 私鉄 - 東京急行電鉄 - 東武鉄道 - 小田急電鉄 - 京王帝都電鉄 - 帝都高速度交通営団 - 京成電鉄 - 京浜急行電鉄 貿易・商事 - 三井物産 - 三菱商事 - 木下産商 - 新昭和石炭 - 三越 - 伊勢丹 - 東横 - 松屋 金融・証券 - 第一銀行 - 富士銀行 - 三井銀行 - 協和銀行 - 東京銀行 - 日本勧業銀行 - 日本興業銀行 - 日本長期信用銀行 - 北海道拓殖銀行 - 東洋信託銀行 - 三井信託銀行 - 三菱信託銀行 - 安田信託銀行 - 第一信託銀行 - 日本信託銀行 - 日本銀行 - 東京証券業協会 保険 - 日本損害保険協会 - 生命保険協会 その他 - 三菱地所 - 日本通運 - 読売新聞社 - 三菱倉庫 - 日本金網 |

1964年（昭和39年）4月9日、建物が竣工した。4月10日、昭和天皇と香淳皇后が行幸し、開館式典が行われた。一般公開の開始は、4月12日であった。9月3日、内閣総理大臣池田勇人が見学に訪れた。11月27日、当時の皇太子（現在：上皇）も見学を行った。

### 初期の展示内容
開館当初の展示品は「現代日本の科学技術の成果を示すもの」で、機械、実験装置、模型など約400点であった。以下に、開館当初の展示内容を示す。
| 展示室  | テーマ                                        | 展示概要 |
| ------- | --------------------------------------------- | --- |
| 5階C・D | 宇宙：空間への進出                            | 人工衛星の実物大模型の展示。レインジャー7号が撮影した月面写真パネルの展示。2段ロケットの模型、およびロケットの推進力である力の作用反作用の原理を見せるための模型電車による実験。C室ではソ連のスプートニク1・2号やヴォストークのライカ犬キャビンやガガーリン乗船の宇宙船模型、アメリカのエクスプローラー1号・ヴァンガード1号や有人宇宙船マーキュリー・ジェミニの実物大模型など米ソの宇宙開発競争の幕開けも象徴され、D室では火星への旅をイメージした映像演出を施した宇宙船や日本の宇宙開発、宇宙物理関連を展示。 |
| 5階E    | 原子力：第3の火                               | 原子力船と原子力飛行機の模型展示。国産初の原子炉である「JRR-1」の3/4模型による燃焼原理と制御方法の展示。放射線の遮蔽物の能力実験展示。アクリルで遮蔽された金属ウラン棒や日立製作所製マニピュレータ、核燃料の製造工程紹介、東芝製ハンドフットクロスモニタ測定器、トカマク型核融合実験装置の模型などを展示。 |
| 5階F    | ビタミン：生命の潤滑油                        | ビタミンの歴史から生産までをパネル展示。鈴木梅太郎を始めとしたビタミンの発見・合成に貢献した人物の紹介や実物サンプルなどを展示。 |
| 4階C    | 資源：地球を開く                              | 地熱発電、太陽熱ボイラ発電、潮汐発電、潮流発電、風力発電が模型やパネルで展示。世界の主要資源の分布を示した直径5 mの大地球儀の展示。石炭層の再現とドラムカッター・ローダー、石油採掘用のパイプとビット、資源加工の解説などを展開。 |
| 4階D    | 高分子：分子を構成する                        | プラスチック、合成繊維、合成ゴムの製造工程の模型展示。射出成形機の実演。ナイロンとポリカーボネートによる合成繊維の吊橋、イオン交換樹脂プラントによる浄水実演、石油化学製品のサンプルなどを展開。 |
| 4階E    | 化学：パイプの中の生産                        | エチレンプラントの巨大模型、真空技術、コンビナートの模型などの展示。 |
| 4階F    | 建設：国づくりの技術                          | 高速道路ができるまでの模型、青函トンネルの模型、若戸大橋の模型、未来都市の模型など展示。3階建ての未来住宅「夢の住宅」4分の3模型、2m四方の耐震実験装置、柔構造・剛構造ビルの比較模型展示などを展開。 |
| 4階B    | サーキノ                                      | 360度全周スクリーンを持つ映像ホール。11枚のスクリーンを円筒形に配置し日本各地の観光名所、自動車、ジェットコースター、スキーなどの映像を上映した。 |
| 3階C    | 電力：便利な動力                              | 発電、送電についての基礎知識から実用化研究までをパネルと模型で説明。太陽光・燃料・電磁流体発電や無線・直流送電の紹介、火力発電所の立体模型、配電盤や碍子の実物展示、27mの発電所から工場・住宅までのパノラマ模型を展開。 |
| 3階D    | 電波：情報を伝達する                          | 無線操縦ロボットなど電子工学を利用した実験や実物展示。カラーテレビの原理紹介、アマチュア無線コーナー等を展開。 |
| 3階E    | 人間：考える機械                              | 人間の能力を各種の検査器によって知るとともに、電子計算機などの実物の展示と実演。日立「HIPAC-103」コンピューターを用い大人用の「職業適正判断質問表」と学生用の「進路適正判断質問表」を記入しての有料分析実演や電子顕微鏡も展示。 |
| 3階F    | 文化機器：機械による文化生活                  | 各種のオートメーションシステムや家庭用電化製品の展示など。新聞の製作工程や写真植字機・FAX記事送信のデモンストレーション、各種家電のカットモデル、ドライクリーニング機やジュークボックスの構造実演、事務機器の紹介を展開。 |
| 2階C    | 工場：機械をつくる機械                        | 自動車工場の流れ作業の様子を示した模型。NC工作機、計測機械の実演、機械の要素を紹介するスライドショーなどを展開。 |
| 2階D    | 航空船舶：高速と安全                          | 船舶エンジンの実物や模型、タンカーの模型展示。および飛行機の操縦技術の訓練体験のコーナーなど。ボーイング727・YS-11・コンコルドの模型、長さ25 mの船舶実験水槽による3種の線型の比較、球状船首などを展示。 |
| 2階E    | 車両：楽しいのりもの （高速と安全-陸の交通-） | 各種の鉄道車両の模型運転や新幹線の映像。HOゲージによる鉄道模型ジオラマ、新幹線の車窓映像、自動車のシャーシ構造紹介、東京モノレール車両の実物大模型を展示。 |
| 2階F    | 農業：食物をつくる                            | 農業用機器の実験展示、農場模型の展示など。卵自動選別機や浅草海苔養殖機、水耕栽培・礫耕栽培装置などを展示、家の光協会がスポンサーを担当。 |

1964年6月から開館を記念して初の企画展「ドイツ科学展」が開催された。この展示会ではヨハネス・グーテンベルクの活版印刷機が出品された。1965年9月には、「ソ連宇宙開発展」が開催された。会期中には、女性として初めて宇宙飛行を行ったワレンチナ・テレシコワの講演会が、地下のサイエンスホールで開かれた。
日本の技術水準を示す展示内容を維持するため、開館後もIC利用の電化製品、大型タンカーの模型など展示更新が行われていった。この費用については1967年（昭和42年）より、日本自転車振興会より補助金が交付されるようになった。

### 業界出展方式への転換
開館直後の1965年度の年間入場者数が約53万人であったのに対し、1970年度は約41万人に減少した。特に団体入場者数が開館以来一貫して減少傾向であった。決定的であったのは1970年に開催された日本万国博覧会の開催であった。
他方、1970年代に入ると、自然科学系の博物館で視聴覚を合む総感覚的展示が増え、入場者の理解を促すため参加性の高い展示が増加するようになった。科学技術館のこれまでの展示について「故障が多い」「展示内容が難しい」といったことが入場者減少の理由として挙げられていた。このような状況を受け、展示内容のリニューアルが計画された。
リニューアルについてシカゴ科学産業博物館が行っていた企業出展方式を参考に、業界出展方式が採用された。業界出展方式とは、展示テーマと関連する業界団体や助成団体の協力により展示や内容更新を行っていく方式である。業界出展方式の目論見は以下の通りである。
- 展示物の製作および維持管理のための費用を業界団体に負担してもらうことで財団の財政健全化をはかること[14]。
- 1企業のショールームするのではなく、社会教育施設としての特性を業界単位の支援で発展させること[14]。
- 展示のリニューアルを1室ごとに行い、来館者にアピールすること[14]。
- 産業界が日本科学技術振興財団の活動に常に関心を払ってもらえるようにすること[14]。

以下に、業界出展方式に変更した後の展示内容を示す。
| 展示室 | テーマ名         | 出展団体・出展企業                                                  | 完成日                                | 展示概要 |
| ------ | ---------------- | ------------------------------------------------------------------- | ------------------------------------- | --- |
| 5階D室 | 宇宙開発         | 宇宙開発事業団                                                      | 1982年3月1日                          | 液体ロケットエンジンや人工衛星の実物展示。衛星放送の受信コーナー。                                                                                       |
| 5階E室 | 原子力           | 電気事業連合会 日本電機工業会など                                   | 1980年3月31日                         | キューリー婦人が原子力研究の創生期を語る「アトミックシアター」。原子力発電の原理、放射線の性質などの紹介。                                               |
| 5階F室 | 楽しい実験室     |                                                                     |                                       | 液化窒素を使った超低温実験、形状記憶を使った実験などのサイエンスショー                                                                                   |
| 4階B室 | イメージホール   | 日本航空                                                            | 1974年10月1日 映像更新：1981年9月29日 | 9枚の連続したスクリーンによる円形劇場で、360度全周映像が映し出される。日本からヨーロッパへの空の旅の映像が流されていた。                                 |
| 4階C室 | 鉄鋼             | 日本鉄鋼連盟 鋼材倶楽部                                             | 1974年11月30日                        | 高炉の模型、鉄製品のサンプルの展示など。 |
| 4階D室 | 石油化学         | 石油化学工業協会                                                    | 1975年2月15日                         | 原油からナフサ、ナフサから石油製品に姿を変える高分子化学について紹介。                                                                                   |
| 4階E室 | 食料と農業       | 全国農業協同組合中央会                                              | 1978年3月31日                         | 米の生産と栄養を主テーマとし、果樹栽培など日本の農業を紹介。ニワトリの有精卵から実際にヒヨコが生まれる孵卵器の実演展示。                                 |
| 4階F室 | 土木・建築       | 日本建設業団体連合会                                                | 1981年6月24日                         | 日本の建設業を紹介した立体映像ホール。耐震実験や免震ゴムの実物展示など。                                                                                 |
| 3階C室 | 電力             | 電気事業連合会                                                      | 1976年3月31日                         | 2種類の放電実験装置。15席の観客の顔を15台のマルチモニタに映し出す撮影システムを備え電気に関するクイズの出題されるインタラクティブ展示など。              |
| 3階D室 | エレクトロニクス | 日本電気工業会 日本電子機械工業会 日本電子工業振興会 通信機械工業会 | 1977年3月1日                          | コンピュータグラフィックスの優秀作を展示するギャラリー。観客の動作をカメラでとらえてコンピュータ処理後にスクリーンに映し出すパフォーマンススタジオなど。 |
| 3階E室 | 時と生活         | 服部セイコー                                                        | 1979年3月31日                         | |
| 3階E室 | 電気通信         | 電気通信科学財団                                                    | 1979年3月31日                         | |
| 3階E室 | 新技術           | 光産業技術振興協会                                                  | 1987年10月1日                         | |
| 3階E室 | 都市ガス         | 東京ガス                                                            | 1983年4月1日                          | |
| 3階E室 | 医療福祉         | 医療福祉機器研究所                                                  | 1983年4月1日                          | |
| 3階E室 | マイクロモーター | マブチモーター                                                      | 1984年4月1日                          | |
| 3階F室 | 自動車           | 日本自動車工業会                                                    | 1979年3月31日                         | 「マジックビジョン」と呼ばれる特殊映像システムによる自動車のメカニズムの紹介。3台のモニターとパーソナルコンピュータを使った自動車運転シミュレーター。    |
| 2階C室 | 自転車           | 日本自転車普及協会                                                  | 1974年10月1日                         | 自転車の構造、自転車の発達史、自転車の正しい乗り方をチェックするシミュレーターなど。                                                                     |
| 2階D室 | ロボット         | 日本産業用ロボット工業会                                            | 1983年3月25日                         | 産業用ロボットの実演展示（1989年まで）。さまざまな分野で使われているロボットを紹介するビデオコーナー。                                                   |

1975年（昭和50年）4月1日より、これまでの月曜休館から年末年始を除く年中無休に変更した。1977年（昭和52年）には当時のスーパーカーブームを背景に「スーパーカーフェア」と題した特別展を実施し、1977年8月の月間入場者数が83,050人を記録した。1979年（昭和54年）11月、「第1回全国ロボット大会」の会場となり、大会最終日の日曜日には1日の入場者数が15000人とこれまでの最高記録となった。
また1979年（昭和54年）は日本科学技術振興財団の創立20周年、科学技術館開館15周年にあたり、これを記念してC棟とD棟の間に3階建ての展示室の増築が決定した。また「ミュージアムショップ」が1階に開設された。
このような改革の実行と企画イベント開催により、1976年度の年間入場者数は約60万人、1980年度は約85万人と増加傾向に転じた。
1987年（昭和63年）、NHK総合テレビの「地球大紀行」の放映と並行して「NHK地球大紀行展」が開催された。スミソニアン自然史博物館所蔵の隕石、鉱物、化石などが展示された。会期中、約2か月間で、20万人が訪れた。

### 「青少年のための科学の祭典」の開催
1991年（平成3年）、高校の理科教師であった後藤道夫が「理工系離れ」に危機感を持ち、日本物理教育学会の主催で「中学・高校生のための科学実験講座」を開催した。
日本科学技術振興財団からの共催の申し出でと、科学技術庁からの援助も決まり、1992年（平成4年）より「青少年のための科学の祭典」と改題し、東京会場は科学技術館で開催されることになった。年々規模が拡大し、1995年は全国9か所での開催となり、この年より科学技術館で行われる「青少年のための科学の祭典」を全国大会とした。

### 1996年のリニューアル以後
1994年（平成6年）、科学技術庁長官であった田中眞紀子が、科学技術館を視察した。このとき、田中は科学技術館の展示について「甘口のカレーライス」「これでは子供たちの理工系離れは止められない」と批判した。
これを受けて日本科学技術振興財団は5階フロアを中心とした約2,400 m2の展示面積のリニューアルを計画、予算15億円を計上した。検討の結果、「テーマプロデューサー制」が導入された。これは職員や展示専門会社が企画設計するのではなく、従来の概念を覆すような意欲的な人をプロデューサーに指名して展示方法を提案する方法である。当時、東京大学助教授であった下條信輔を総括ディレクターとして、餌取章男、戎崎俊一、佐伯平二、霜田光一、森田法勝、米村でんじろうがテーマプロデューサーとして参加した。
1995年（平成7年）8月から改装工事が始まり、1996年（平成8年）4月、「FOREST（フォレスト）」がオープンした。この展示は科学的思考を養うため「遊び」「創造」「発見」を重視し、個々の展示がいずれかに焦点をあてまた他の展示と関連していたりする多義性をもたせるようになっている。この多義性という考え方を表現したものとして「FOREST」と命名された。

### 2000年以降

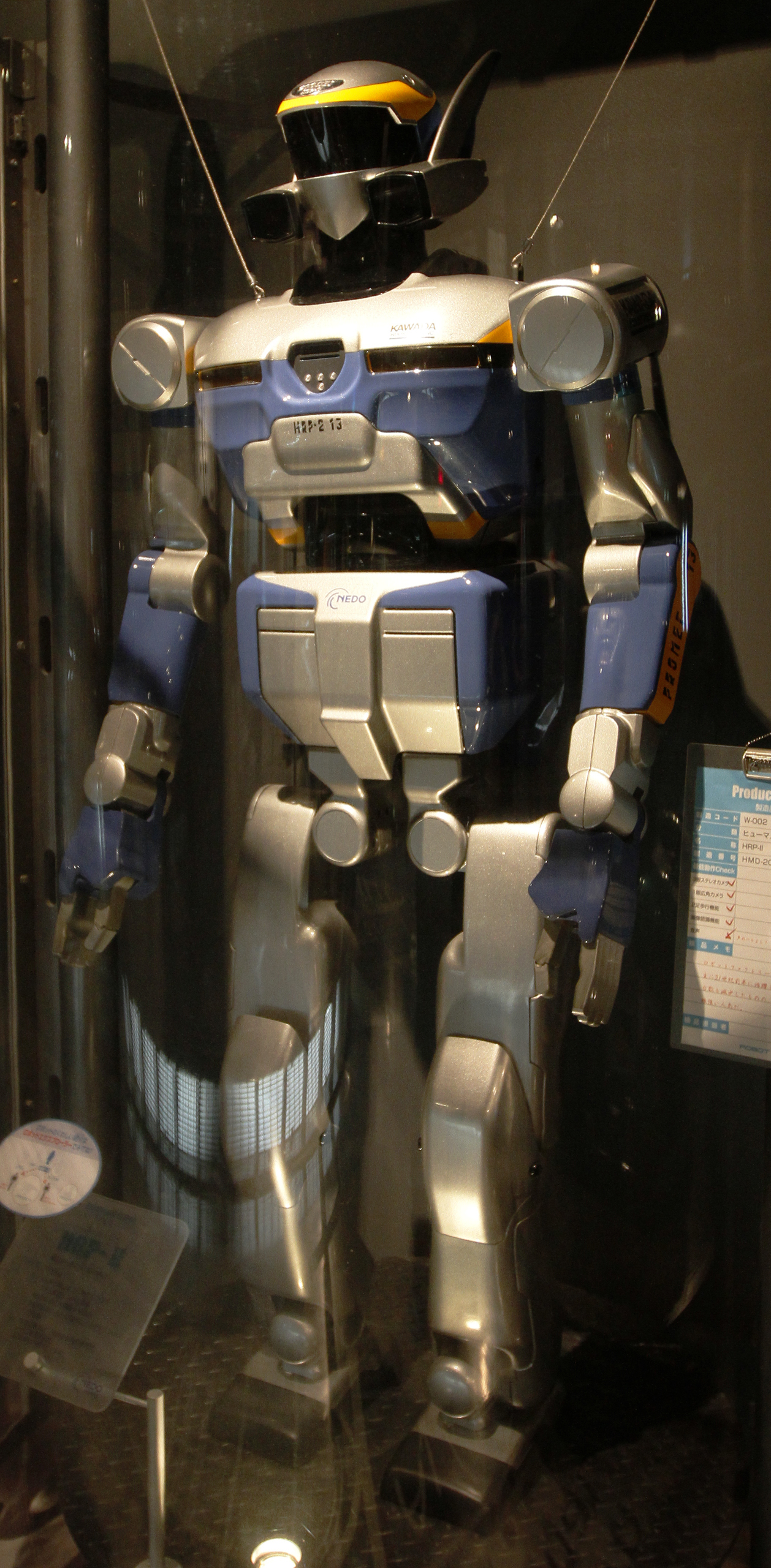
科学技術館に静態展示されていたHRP-2。

2006年（平成18年）4月より、愛・地球博でデモンストレーション展示されていたHRP-2およびパラサウロロフス型の恐竜ロボットの常設展示が開始。4月20日、内閣総理大臣小泉純一郎が視察に訪れた。12月1日には、「鉄の丸公園1丁目」がリニューアルオープンした。
2007年（平成19年）に、累計入館者が、2500万人に達した。2008年（平成20年）8月20日、4階B室に全天周立体ドームシアター「シンラドーム」がオープンした。MDGRAPE-2が映像システムに接続されており、リアルタイムシミュレーションをそのまま出力できる。国立天文台や理化学研究所での研究成果の発表の場としても活用されている。
2024年7月、築から60年以上がたち老朽化が激しくなったことから、財団は科学技術館を建て替える予定であるとの方針を示した。2035年度までには完成を目指すとしている。

### 2021年現在の展示内容
| 展示室 | テーマ名                                       | 出展団体・出展企業                 | 展示概要 |
| ------ | ---------------------------------------------- | ---------------------------------- | --- |
| 5階B室 | イリュージョンB                                |                                    | |
| 5階C室 | アクセス                                       | 理化学研究所                       | パソコンを使った展示。 |
| 5階D室 | メカ                                           |                                    | 基本的な機械要素（歯車、バネ、ネジなど）を組み合わせた様々な装置を実際に体を使って動かすことで体験できる。ボーリングの玉が天井を転がっていく「メカコースター」など。                                                                |
| 5階E室 | オプト                                         | 理化学研究所                       | 「光」の原理や現象、性質を体験できる実験や装置をつかったデモンストレーション。レーザーによる消しゴムへの焼き付けを行うレーザークラフトの実演。                                                                                      |
| 5階F室 | イリュージョンA                                | 理化学研究所                       | |
| 5階G室 | オリエンテーリング                             | 理化学研究所                       | |
| 5階I室 | ワークス                                       | 理化学研究所                       | 倉庫内をイメージした工房の内装となっており、人が入れるシャボン玉や竜巻発生装置などが設置されている。またここで1日に数回「科学教室」が行われる。                                                                                     |
| 5階H室 | リアル                                         | 理化学研究所                       | 科学技術の発展をリアルタイムに伝える目的の展示室。最新の発見や発明をパネルなどで展示し、また理化学研究所の紹介コーナーもある。 |
| 4階B室 | シンラドーム                                   | 理化学研究所                       | 全周スクリーンと立体投影によるデジタルドームシアター。座席数は62。用意されている映像プログラムの上映の他に実際の研究者が登壇する科学ライブショー「ユニバース」が開催されている。またドーム入り口にはMDGRAPE-2が動態展示されている。 |
| 4階C室 | 鉄の丸公園1丁目                                | 日本鉄鋼連盟                       | 鉄の歴史と未来に関する展示。ワークショップも開催されている。 |
| 4階E室 | NEDO Future Scope                              | 新エネルギー・産業技術総合開発機構 | 新エネルギー・産業技術総合開発機構の研究対象としているロボット分野やエネルギー分野に関する展示。 |
| 4階F室 | 建設館                                         | 日本建設業連合会                   | 「建物をつくる」「災害からまもる」を観点とした展示。ワークショップも1日に数回行われている。 |
| 4階G室 | 体験しよう! 未来のエネルギー基地               | 昭和シェル石油                     | |
| 4階G室 | Metal Factory                                  | 日本鉱業協会                       | 銅、亜鉛、金、銀、ニッケルなどのいわゆる非鉄金属について、身近な製品での使用例、資源開発からリサイクルまでを学べる。 |
| 4階I室 | 実験スタジアム                                 |                                    | 劇場タイプの実験空間「スタジアムR」と教室タイプの実験空間「スタジアムL」からなる。2011年8月にオープン。 |
| 3階C室 | デンキファクトリー                             | 電気事業連合会                     | 電気の原理を楽しく学べる参加体験型の展示と、実験ショー。 |
| 3階D室 | ニュー・エレクトロホール 〈サイバー・リンク〉  | 情報通信ネットワーク産業協会など   | 「もう一つの身近な世界」としての情報世界を、身近に感じてもらうことをねらいとした展示 |
| 3階E室 | アトミックステーション ジオ・ラボ              |                                    | 原子力エネルギーを中心に、化石エネルギーと自然エネルギーの紹介。原子力発電のしくみ、放射性廃棄物の地層処分についての紹介。自然放射線を体験するワークショップなど                                                                    |
| 3階F室 | クスリウム                                     | 日本製薬工業協会                   | 人間と薬の歴史を解説パネルや生薬の実物展示など。 |
| 3階G室 | モーターズワールド                             | マブチモーター                     | モーターの原理、身近に利用されているモーターの紹介、モーターを使った工作の紹介など |
| 3階G室 | 石炭ってなあに?                                | 石炭エネルギーセンター             | |
| 3階G室 | ブルガリア博士のヨーグルト研究室               | 明治                               | |
| 3階G室 | 地球を守る                                     |                                    | 地球環境問題についてのイラストによる解説。 |
| 3階G室 | プラズマボール                                 |                                    | |
| 3階G室 | ベアリング・ラボ                               | 日本精工                           | |
| 2階D室 | ワクエコ・モーターランド                       | 日本自動車工業会                   | さまざまな自動車の運転体験ができるドライビングシミュレーター、各自動車メーカーのミニカーの展示など。 |
| 2階E室 | ものづくりの部屋                               |                                    | 3Dスキャナー、3Dプリンターの体験。レーザー加工機によるワークショップなど。 |
| 2階F室 | 自転車広場                                     | 日本自転車普及協会                 | 自転車技術の変遷と歴史を実物を交えながら紹介、自転車部品をブレーキ、駆動系、フレーム、タイヤのそれぞれについて紹介。 |
| 2階G室 | Nature Contact～みんなで地球の未来を考えよう！ | 日立製作所                         | 地球環境と生活の仕組みの関わりを3つのゲームコンテンツで学ぶ。 |

## サイエンス友の会
実験教室や工作教室による、会員制の理科教育活動。小学校3年生から高校3年生が対象。

## 歴代館長
| 代 | 名前     | 就任日         | 備考                                                   |
| -- | -------- | -------------- | ------------------------------------------------------ |
| 1  | 大塚明郎 | 1964年3月16日  | 東京教育大学教授、東京教育大学光学研究所所長などを歴任 |
| 2  | 田代茂樹 | 1966年12月21日 | 東洋レーヨン社長などを歴任                             |
| 3  | 久保俊彦 | 1978年6月27日  | 日立製作所副社長などを歴任                             |
| 4  | 園山裕   | 1991年6月19日  | 日立製作所副社長などを歴任                             |
| 5  | 有馬朗人 | 2004年7月26日  | 東京大学総長、文部大臣兼科学技術庁長官などを歴任       |
| 6  | 野依良治 | 2015年7月1日   | 理化学研究所理事長などを歴任                           |

## 貸出施設
建物1階に大小11室のイベントホールがあり、貸出施設としてイベント等の会場として活用されている。
地下には410名収容の劇場型のホールであるサイエンスホールがあり、アニメ・声優イベントで多く利用される傾向にある。

### 定期開催イベント会場
- 青少年のための科学の祭典
- 学びのフェス

## テレビスタジオ
科学技術館の2階および3階の一部にテレビ撮影用スタジオがある。日本科学技術振興財団はテレビ事業として「東京12チャンネル（現：テレビ東京。当時は同財団のテレビ事業本部の「愛称」として名称が存在）」を経営しており、科学技術館の展示施設の一部、「見学できるテレビスタジオ」として意図されたものであった。
1970年4月に、千代田ビデオが設立され、スタジオ運営業務が移管された。またテレビ事業は経営難から1973年に、日本科学技術振興財団から切り離され、独立企業としての「東京12チャンネル」として再出発した。
その後、千代田ビデオの本社スタジオとして利用され、TBSのワイドショー『3時にあいましょう』（全期間）と『スーパーワイド』（1992年10月 - 1994年3月）がこのスタジオから生放送されたほか、『料理天国』（TBS）、『アイ・アイゲーム』『TVプレイバック』（共にフジテレビ、千代田企画制作）などの番組の収録に使用された。なお、TBSは館内に第二制作局（1979年12月から1985年6月）→社会情報局（1985年6月から1996年5月）の部署の一つである千代田分室も設置していたが、1994年10月のTBS放送センター移転を機にそちらへ集約されたため撤退している。
2018年時点でも、『はやく起きた朝は…』（フジテレビ、千代田企画制作）や東京メトロポリタンテレビジョン（TOKYO MX）の一部番組収録などに使用されている。

## 建築

### 建築物概要
上からみると建物を5つの放射状に配置した星形になっている。星形にならんだ各棟は正面から右回りにB棟、C棟、D棟、E棟、F棟と呼ばれる。各棟の中央の建物がG棟、またB棟と垂直に交わるようにA棟（事務棟）があり、これが建物正面となる。中央棟にあたるG棟に業務用エレベーター、エスカレーター、階段が集中配置されている。建設時には、A棟、B棟、C棟、F棟の間の空間に屋外展示スペースが存在していた。
1972年よりB棟、C棟、D棟、E棟、F棟の間にあった各スペースに建物が逐次増築されている。建物1階には大小11室のホール、センターホールがあり、それぞれ連結して使用することができる構造となっている。特別展やイベントの規模に応じて単体または複数のホールを使用する。地下2階には劇場型ホール「サイエンスホール」がある（座席数410席）。テレビ撮影用スタジオがA棟とB棟の2階に当たる位置に設置された。

### 計画
科学技術館の建設にあたって、「科学技術館建設委員会」が設置され、1960年（昭和35年）8月に最初の委員会が開催された。
建築設計は、科学技術館建設委員会の委員でもあった東京大学の松下清夫、平山嵩の両氏に依頼された。設計に関しては以下のような制約条件が課された。
- 北の丸に予定されていた公園で、予定建築面積が約3,300 m2[40]。
- 皇居がまる見えにならないよう高さを20 m程度にする[40]。
- 限られた建物にできるだけ広い展示エリアを確保する[40]。

松下、平山は、シカゴ科学産業博物館、シアトル万国博覧会会場、ドイツ博物館など、欧米の博物館の視察した上で、以下のような提案を行った。
- 入場者の道順をわかりやすくするため主要通路を建物中心に置く[7]。
- 入場者は自らの判断で自由に展示室を選択できるように展示室を配置する[7]。
- 資料の保護と展示効果から無窓を基本にする[7][注釈 12]。
- 将来の増築を考慮する[7]。

建物全体を上からみて、中央棟を核として各棟を5つの放射状に配置し、「科学の『手』」を象徴する平面設計のコンセプトになった。これは「限られた敷地で、展示スペースとなる壁面をできるだけ多くする」「敷地予定が台地の上にあり、どこからも良く見えるため、どの方向からも正面に見える裏の無い建物にしたい」「立地予定地が公園内であったことから、公園のどこの方向からも入館できる」ように考えられた結果であった。しかし、建設地が皇宮警察職員宿舎跡（現在地）に決定し、公園中央での建設ではなくなったため玄関側を定める必要が生じた。5つの放射する線の1つに横線が接するような形で建物正面となるA棟（事務棟）を設け、上空平面からみると漢字の「天」の字のような、建物の姿に決定した。

### プレキャストコンクリートによる外壁
建物外壁には六芒星に打ち抜きされた、「プレキャスト・コンクリート・パネル」がほぼ全面に使用された。これは平山嵩のアイデアで、外面から建物が一見して何階建てなのかわからなくすることで、建物を大きく見せようという設計意図であった。
プレキャストパネルは、標準寸法が長さ3,450 mm、幅975 mm、リブ厚180 mmで、凸面を外向きに取り付けられた。工場で製造されたパネルを現場の大型クレーンで屋上に釣り上げ、取り付け位置には順番に小型クレーンで建込みして取り付けられた。目地はモルタル詰めされ、最後にセラスキン吹付けで仕上げを行った。

### 施工
1961年（昭和36年）11月に、建設計画が承認され、建設請負業者として鹿島建設が決定した。1962年（昭和37年）3月に設計完了し、6月に着工。1964年（昭和39年）4月9日に建物が竣工した。鹿島建設で初めて水平タワークレーン（ブーム長：30 m）を使用し、作業効率向上を狙った。

### 増築
1972年度に、B棟とF棟の間、F棟とE棟の間の空きスペースに平屋2棟を増築した。1978年度にB棟とC棟の間に平屋を増築。日本科学技術振興財団の創立20周年として、1982年度にC棟とD棟の間に地下ピロティーを含む地上2階建てが、記念展示室として増設された。翌1983年度にD棟とE棟の間に平屋1棟が増設。財団の創立30周年として、C棟とD棟の間にある記念展示室の3階から5階部分が増築された。

## ロケ地
- 「太陽を盗んだ男[47]」
  - 原爆を作り国家を脅迫する理科教師（沢田研二）とそれを追う刑事（菅原文太）との決闘シーンが「屋上」で撮影された[47]。
- 「ウルトラマン80[47]」
  - 第16話「謎の宇宙物体スノーアート」で使用[47]。
- 「ELECTRIC SUMMER （Base Ball Bear）[48]」
  - Base Ball Bearの1stシングルのMV撮影に使用された。屋上でのシーンは上記「太陽を盗んだ男」のオマージュ作品となっている[48]。
- 「シン・ゴジラ[49]」
  - 「屋上」と「1階の展示・イベントホール」が撮影に使用された[49]。
  - 庵野秀明、樋口真嗣が科学技術館側のインタビューに答えた際、科学技術館を撮影地に選んだ理由としては「物語の展開上の地理的な制約で、どうしても科学技術館付近である必要があったこと」「独立した建物として見通しの良さがあること」をあげた[47]。また「太陽を盗んだ男」のリスペクトもあったのではとの質問に対し、樋口は「（それは）ついでの理由」と回答している[47][注釈 14]。